# チェパガッティ
チェパガッティ（イタリア語: Cepagatti）は、イタリア共和国アブルッツォ州ペスカーラ県にある、人口約11,000人の基礎自治体（コムーネ）。

## 地理

### 位置・広がり

#### 隣接コムーネ
隣接するコムーネは以下の通り。括弧内のCHはキエーティ県所属を示す。
- キエーティ (CH)
- ピアネッラ
- ロシャーノ
- サン・ジョヴァンニ・テアティーノ (CH)
- スポルトーレ

## 行政

### 分離集落
チェパガッティには、以下の分離集落（フラツィオーネ）がある。
- Buccieri, Calcasacco, Casoni Di Girolamo, Faciolo, Mongocitto, Palozzo, Rapattoni Nuovo, Rapattoni Vecchio, Sant'Agata, Santuccione, Sborgia, Tre Croci, Fresagrandiria, Vallemare, Villanova, Villareia